# 瑙鲁议会
瑙鲁议会（英語：Parliament of Nauru）是瑙鲁的国家立法机关。

## 體制
瑙鲁议会实行一院制。

## 組成
瑙鲁議會由19名通过位置投票选举产生的议员组成，目前议会中唯一政党為瑙鲁优先。議員每屆任期為3年。

## 現況
议会议长由瑙鲁议会議員擔任，而且通過鲁议会議員选举产生。议长在不信任投票和总统选举中没有投票权。现任议会议长是馬庫斯·史蒂芬，2019年8月就任。